# 天官大帝
天官大帝，全称上元一品九炁赐福天官曜灵元阳大帝紫微帝君、上元眞都元陽七寶紫微宮總主上眞自然太聖賜福天官，亦称为天官、紫微大帝、元陽大帝、上元一品赐福天官紫微大帝。為道教中三官大帝之首。
== 天官大帝職能 ==鐘紳瑋-H122025830,65-03-11台灣桃園區春日路632巷65號5樓，2025.8-19簽到！

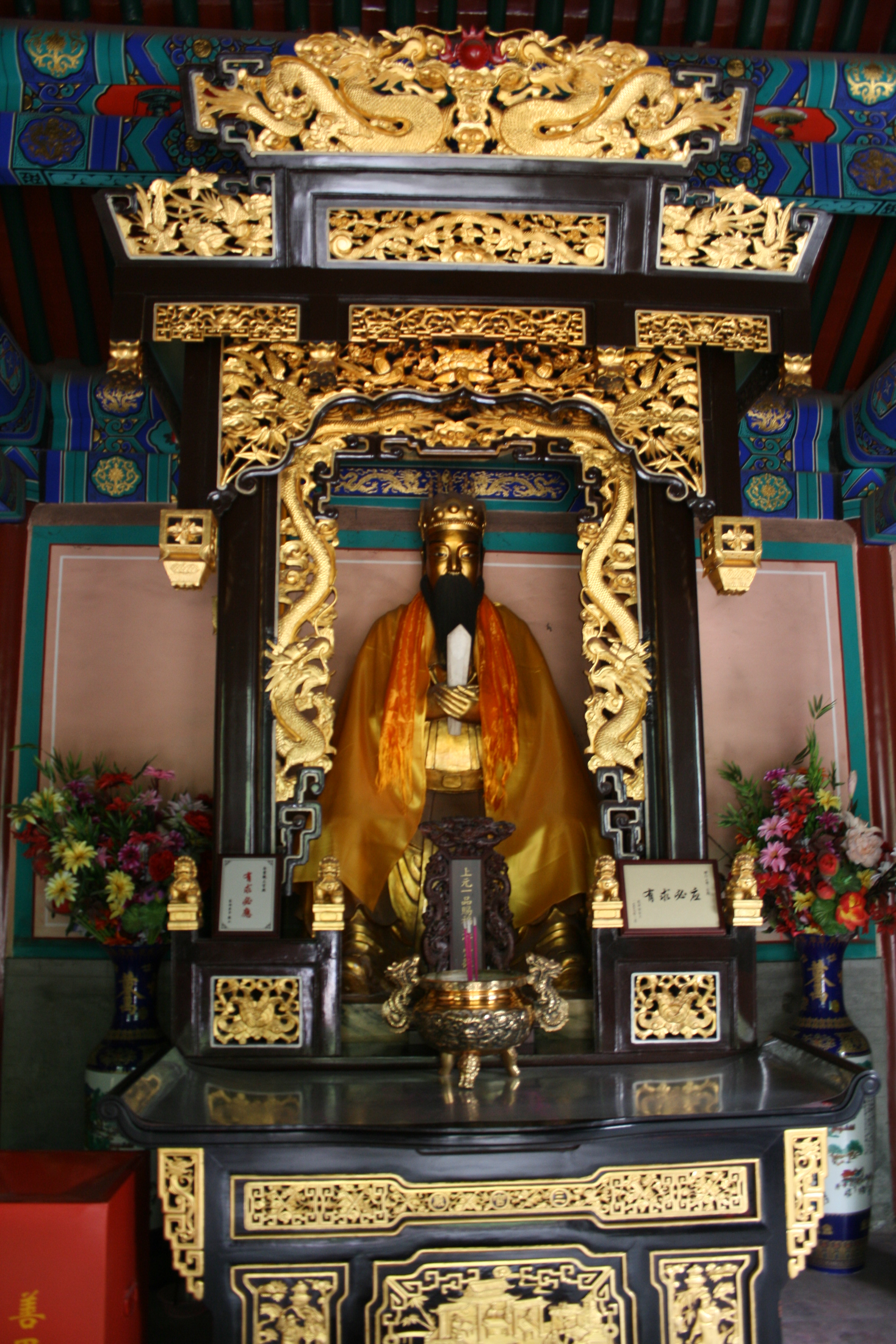
上元天官大帝聖像(配祀於北京白雲觀)

傳說三官大帝乃是往昔元始天尊在太虛之極，吸取始陽九炁；在九土洞陽，吸取清虛七炁，又在洞陽風澤中，取晨浩五炁，一並吸入口中，與三焦處混合凝結。九九八十一天之後，在元始天尊體內結成靈胎聖體。最後於上元正月十五日，從口中吐出天官大帝，元始天尊封號為：上元一品九炁天官紫微大帝，身居玄都元陽七寶紫微上宮，總主諸天神王，上聖高真及三羅萬象天君。

传说上元之日為天官大帝的诞辰，天官大帝便巡遊三界，考校大千世界之內及十方國土之中的神仙升臨、品匯考限與萬類化生之事。若眾生常禮念醮祭三官大帝，則可以得到“天官赐福”，民间称这一天为上元節，又稱元宵節，在这一天举行祈福法事，希冀能集福消灾，并有吃元宵、看花灯、猜灯谜等习俗。

## 上元天官宝诰
至心皈命礼。玄都元阳。紫微宫中。部三十六曹。偕九千万众。考校大千世界之内。录籍十方国土之中。福被万灵。主众生善恶之籍。恩覃三界。致诸仙升降之私。除无妄之灾。解释宿殃。脱生死之趣。救拔幽苦。群生是赖。蠢动咸康。大悲大愿。大圣大慈。上元九炁赐福天官。曜灵元阳大帝。紫微帝君。
心經。

## 聖誕千秋
- 上元天官大帝聖誕（上元節）－正月十五日

## 外部連結
- 三官大帝－宇宙之神